# Rocksteddy
Rocksteddy es una banda de rock alternativo filipino, grabada en 12stone Records, bajo el sello de Sony-BMG.  Anteriormente conocido como los acústicos de la Fe, Rocksteddy nació en marzo de 2003. La banda ha puesto en marcha actualmente temas musicales como "Lagi Mo Na Lang Akong Dinededma", "Na Gising", y la estrecha del Jingle "Sonrisa en mí". También se han encargado de proporcionar el tema musical titulado "Súper" en la cadena televisiva ABS-CBN para mostrar su estilo en el programa de Super Inggo. También contribuyó a la "Kami NAPO Muna: Homenaje a la Sociedad de senderismo Apo" álbum que grabaron un cover de "Blue Jeans". Últimamente, se convirtieron en parte del sonido de Manila como un homenaje a su álbum, titulados como "Hopia, Mani, Palomitas de maíz", donde dio su propia versión de la canción Juan De la Cruz, con "No Touch".  
En 2019, la banda ha realizado en Wish 107.5, una estación de la radio en las Filipinas. Ha cantado sus canciones sencillos- Leslie y No Label. Un año después en mayo, han realizado la canción 'Superhero'.

## Miembros
- Jeff Cucullo - Batería
- Sindico Cristiana - Bajo, voces
- Juven Pelingon - Guitarras
- Teddy Corpuz - voz

## Discografía

### Álbumes de estudio
- Tsubtsatagilidakeyn (lanzado el 26 de enero de 2006).
- Ayos Lang Ako (lanzado en 2008).

### Colaboraciones
- Kami nAPO Muna (Universal Records, 2006)
- The Best Of Manila Sound: Hopia Mani Popcorn (Viva Records, 2006)

### Videos musicales y sencillos
- Lagi Mo Na Lang Akong Dinededma (primer video musical gracioso)
- Gising Na
- Blue Jeans (Kami nAPO muna)
- Superhero (Super Inggo TV soundtrack)
- Magpakailanman
- No Touch (The Best of Manila Sound: Hopia Mani Popcorn)
- Bale wala
- Wag na lang
- Kung wala na tayo
- Tara
- Playing safe
- Imposible
- Super nova
- Break na Tayo
- Kung Fu Fighting feat. Gloc 9 (Kung Fu Kids TV soundtrack)
- Ka-Blog (Theme from Ka-Blog TV Show)
- Boy Kulot (segundo video musical gracioso)
- U.T.I (Umasa Tapos Iniwan) (2017)[2]
- No Label (2019)